# Jämlitz-Klein Düben
Jämlitz-Klein Düben, in lusaziano Jemjelica-Źěwink, è un comune di 439 abitanti del Brandeburgo, in Germania.

Appartiene al circondario della Sprea-Neiße (targa SPN) ed è parte della comunità amministrativa (Amt) Döbern-Land.

## Storia
Il comune di Jämlitz-Klein Düben venne creato il 31 dicembre 2001 dalla fusione dei comuni di Jämlitz e di Klein Düben.

## Geografia antropica

### Suddivisioni amministrative
Il territorio comunale comprende 2 centri abitati (Ortsteil):
- Jämlitz
- Klein Düben